# Reserva natural de los humedales de Changshagongma
La Reserva natural de los humedales de Changshagongma es un área protegida en la Prefectura autónoma tibetana de Garzê, en la provincia de Sichuan, en el extremo sudoriental de la meseta de Qinghai-Tíbet, en China. Es más conocida como el sitio Ramsar de los humedales de Sichuan Changshagongma, con una extensión de 6698 km2, creado en 2018 con el número Ramsar 2348 en las coordenadas 33°45′N 97°59′E.

## Características
Changshagongma es un humedal de altitud, entre 3.840 y 5.249 m, adyacente a la Reserva Natural Nacional de Sanjiangyuan, en la provincia de Qinghai. Posee pastizales, lagos y ríos. Incluye una amplia turbera desarrollada en el clima alpino húmedo que sirve como reservorio de carbón. Sus dimensiones son de unos 120 km de norte a sur y unos 120 km de este a oeste. Topográficamente, la reserva es una típica meseta en cuesta. La cuenca del río Zhaqu, en el norte, pertenece a la cuenca del río Yangtsé. En el interior de la reserva hay diversos humedales, pantanos, lagos y riberas de ríos. El clima de la zona ha cambiado desde 2002 de seco y frío a más cálido y húmedo debido al cambio climático, lo que representa una amenaza para el ecosistema. La temperatura media anual es de -2 a 0,7 oC, y las precipitaciones de 360-820 mm, con inviernos largos y fríos, primaveras y otoños cortos, y veranos lluviosos.
Debido a sus características físicas y geológicas es un punto caliente de biodiversidad, provisto de hábitats importantes para un amplio número de especies raras y amenazadas, incluidas algunas endémicas de China, como el ciervo almizclero alpino, el pigargo de Pallas, el leopardo de las nieves, el gato chino del desierto y el endémico ciervo de hocico blanco. El sitio sirve como importante punto de descanso y crianza de aves migratorias como la grulla cuellinegra y el tarro canelo.